# Vishnudharmottara Purana
O Vishnudharmottara Purana (ou simplesmente Vishnudharmottara) é um texto hindu em sânscrito pertencente ao gênero dos Upapuranas. Assim como os Mahapuranas, ele também é enciclopédico, abrangendo uma ampla variedade de temas dentro das tradições do hinduísmo. Ele está incluído na lista dos dezoito Upapuranas apresentada no Brihaddharma Purana.

## História
É mais conhecido pelos Chitrasutras, que constituem os capítulos 35 a 43 do terceiro khanda (livro). Essa parte amplamente citada do texto data do período Gupta da história indiana.
A seção Chitrasutra do Vishnudharmottara Purana foi encontrada em manuscritos em diversas localidades da Índia e do Nepal, em alfabeto devanágari, sharada, bengali e newari. Segundo David Pingree, a compilação que chegou até a era moderna provavelmente foi concluída entre os séculos V ou VI d.C. Trata-se de um dos mais antigos tratados completos em sânscrito sobre a arte da pintura na Índia.

## Conteúdo
O Vishnudharmottara Purana é um texto da tradição vixenuísta. Ele reúne mitologia e relatos sobre o darma, e inclui seções dedicadas à cosmologia, cosmogonia, geografia, astronomia, astrologia, divisão do tempo, genealogias (principalmente de reis e sábios), costumes e etiquetas, caridade, penitências, direito e política, estratégias de guerra, medicina e preparação de remédios para seres humanos e animais, culinária, gramática, métrica, lexicografia, retórica, dramaturgia, dança, música vocal e instrumental, além das artes em geral.
O texto que chegou até nós está dividido em três khandas (partes). O primeiro khanda contém 269 adhyayas (capítulos), o segundo khanda tem 183 capítulos, e o terceiro khanda, 118 capítulos. Ao todo, o Vishnudharmottara Purana reúne 570 capítulos.

### O terceirokhanda
O capítulo 1 trata da origem da produção de imagens e da interdependência entre as artes.
Os capítulos 2 a 17 abordam gramática, lexicografia, métrica e retórica.
Os capítulos 18 e 19 tratam da música vocal e instrumental.
Os capítulos 20 a 34 tratam da dança e da dramaturgia.
Os capítulos 35 a 43 oferecem uma exposição sobre os diversos ramos, métodos e ideais da pintura indiana. Esses capítulos não se limitam ao aspecto religioso da pintura, mas abordam — em grau ainda maior — seus usos seculares. Proclamam "a alegria que as cores e formas, e a representação do que é visto e imaginado, produzem". Esse tratado aforístico sobre pintura atraiu ao longo dos séculos uma rica tradição de bhāṣya (comentários) dentro do hinduísmo.
Os capítulos 44 a 85 tratam de Pratimalakshana (iconografia).
Os capítulos 86 a 93 tratam da construção de templos.
Os capítulos 94 a 108 abordam o avahana (invocação ou introdução das divindades nas imagens).
Os capítulos 109 a 118 tratam de ritos e rituais.
A historiadora da arte Stella Kramrisch afirma que os capítulos do Vishnudharmottara dedicados à pintura devem ter sido compilados no século VII d.C.

## Ligação externa
- The Vishnudharmottara: Part III - via Internet Archive